# Sztibin
| Sztibin |                                  |
| \| \| \| |                                  |
| IUPAC-név | Sztibán                          |
| Más nevek | Antimon-hidrogén                 |
| Kémiai azonosítók                                                                                               |                                  |
| CAS-szám | 7803-52-3                        |
| PubChem | 9359                             |
| ChemSpider | 8992                             |
| EINECS-szám | 620-578-3                        |
| ChEBI | 30288                            |
| RTECS szám | WJ0700000                        |
| InChIKey | OUULRIDHGPHMNQ-UHFFFAOYSA-N      |
| Gmelin | 795                              |
| Kémiai és fizikai tulajdonságok                                                                                 |                                  |
| Kémiai képlet                                                                                                   | SbH3                             |
| Moláris tömeg                                                                                                   | 124,784 g/mol                    |
| Megjelenés | színtelen gáz                    |
| Sűrűség | 5,48 g/l                         |
| Olvadáspont | −88 °C                           |
| Forráspont | −17 °C                           |
| Oldhatóság (vízben)                                                                                             | rosszul oldódik                  |
| Kristályszerkezet                                                                                               |                                  |
| Molekulaforma                                                                                                   | Trigonális piramis               |
| Veszélyek |                                  |
| EU osztályozás                                                                                                  | Xn N                             |
| NFPA 704 | 4 2                              |
| R mondatok | R20/22 R50/53                    |
| S mondatok | (S2) S61                         |
| Rokon vegyületek                                                                                                |                                  |
| Rokon vegyületek                                                                                                | Ammónia, Foszfin, Arzin Bizmutin |
| Ha másként nem jelöljük, az adatok az anyag standardállapotára (100 kPa) és 25 °C-os hőmérsékletre vonatkoznak. |                                  |
| |                                  |

A sztibin egy szervetlen antimonvegyület, kémiai képlete SbH3. Az antimon kovalens hidridje, szerkezete az ammóniáéhoz hasonló. A sztibin standard körülmények között színtelen, záptojásszagú, gyúlékony gáz. Vízben igen rosszul oldódik.

## Szerkezete
A sztibin az ammóniához és a foszfinhoz hasonló szerkezetű molekulákat alkot. A molekula alakja trigonális piramis, benne a kötésszögek 91,7°-osak. Az antimon és hidrogénatomok távolsága 1,707 Å (170,7 pm).

## Kémiai tulajdonságai
A sztibin kémiai tulajdonságai hasonlók az arzinéhoz.  A többi nehéz-hidridhez hasonlóan a sztibin instabil, szobahőmérsékleten lassan, de már 200 °C-on is hevesen bomlik elemeire:
2 SbH3 → 3 H2 + 2 Sb
A bomlás autokatalitikus folyamat, és járhat robbanással is.
A sztibin könnyen oxidálható, akár levegővel is, hasonló reakciók játszódnak le kénnel és szelénnel is:
2 SbH3 + 3 O2 → Sb2O3 + 3 H2O
A sztibin nem mutat bázikus tulajdonságokat, de deprotonálható:
SbH3 + NaNH2 → NaSbH2 + NH3
Fémekkel hevítve antimonidokat képez, ezt a folyamatot a félvezetőiparban alkalmazzák.

## Felhasználás
A sztibint a félvezetőiparban a szilícium kis mennyiségű antimonnal való dópolására használják a kémiai gőzfázisú leválasztás (CVD) nevű eljárás során.

## Fordítás
Ez a szócikk részben vagy egészben  a   Stibine című angol Wikipédia-szócikk ezen változatának fordításán alapul.  Az eredeti cikk szerkesztőit annak laptörténete sorolja fel. Ez a jelzés csupán a megfogalmazás eredetét és a szerzői jogokat jelzi, nem szolgál a cikkben szereplő információk forrásmegjelöléseként.